# Noctueliopsis palmalis
Noctueliopsis palmalis là một loài bướm đêm trong họ Crambidae.